# Assa (Maroko)
Assa (arab. آسا) – miasto, zamieszkane przez ok. 16 400 ludzi, w Maroku, w regionie Kulmim-As-Samara.